# Oude Eedgenootschap
Het Oude Eedgenootschap (Duits: Alte Eidgenossenschaft; Frans: Ancienne Confédération suisse; Italiaans: Vecchia Confederazione), soms ook de Oude Zwitserse Confederatie genoemd, was de voorloper van de moderne bondsstaat Zwitserland. Het was een confederatie van Zwitserse kantons die feitelijk heeft bestaan tussen het einde van de 13e eeuw en 1798, het jaar waarin het leger van de Eerste Franse Republiek een inval in het gebied deed met een campagne van ruim een jaar als gevolg. De Helvetische Republiek werd daarop gesticht, die echter slechts een paar jaar standhield, tot 1803. Zwitserland ontwikkelde zich in de tijd daarna gaandeweg verder tot de federale staat die het nu is.
In het Duits wordt de term Alte Eidgenossenschaft vaak gebruikt met betrekking tot de hele voorgeschiedenis van het huidige Zwitserland tot aan het jaar 1848. 
De tijd van het Oude Eedgenootschap valt uiteen in drie periodes:
- de periode van de Confederatie van de III kantons;
- die van de Confederatie van de VIII kantons;
- en die van de Confederatie van de XIII kantons.

## Confederatie van de III kantons
De oprichting van het Oude Eedgenootschap was feitelijk het resultaat van een verbond tussen een aantal gemeenten in de Centrale Alpen dat voornamelijk tot doel had de vrije handel te vereenvoudigen en de onderlinge vrede te bewaren. De Rütlischwur, de Bondsbrief van 1291 en de Bondsbrief van 1315 worden over het algemeen beschouwd als de belangrijkste documenten die aan het tot stand komen van het Oude Eedgenootschap ten grondslag hebben gelegen. De Bondsbrieven zijn twee verdragen tussen Uri, Schwyz en Unterwalden, de Rütlischwur is een Zwitserse stichtingsmythe.

## Confederatie van de VIII kantons
Het oorspronkelijke verdrag werd uitgebreid met nieuwe verdragen die werden gesloten met de steden Luzern, Bern en Zürich. Deze steden hadden rijksvrijheid binnen het Heilige Roomse Rijk. De directe reden voor deze vereniging van een aantal steden en gemeenten was de druk die vanuit het huis Habsburg werd uitgeoefend. De Zwitsers wonnen een aantal veldslagen tegen de Habsburgers en veroverden het landelijke gebied rond Glarus en Zug, waarna ook deze steden onafhankelijke leden van de confederatie werden.
De Confederatie van de VIII kantons werd in de periode 1353-1481 steeds groter en sterker. Met name de afzonderlijke steden breidden hun machtspositie verder uit, ten koste van het omliggende gebied. Vaak gebeurde dit doordat ze judicieel recht opkochten, soms ook door middel van geweld. Hun tegenstanders, de Habsburgers, bleken niet erg sterk. In 1415 werd het huidige kanton Aargau veroverd, in 1460 Thurgau. In het zuiden werd het gebied van de Uri verder uitgebreid, hetgeen via omwegen in 1515 uiteindelijk leidde tot de verovering van Ticino. Geen van deze laatste gebieden ging daadwerkelijk deel uitmaken van het Oude Eedgenootschap; in plaats daarvan werden het condominia.
Aanvankelijk werd het Oude Eedgenootschap niet door één enkel pact bijeen gehouden, maar door een aantal elkaar overlappende verdragen waarin de kantons afspraken onderling de vrede te bewaren en elkaar te steunen in geval van een militair conflict met derden. In 1370 sloten zes van de acht kantons een nieuw verdrag bekend als de Pfaffenbrief, waarin ze afspraken geen vetes met elkaar te voeren. Hierin werd ook voor de eerste keer de term Eidgenossenschaft gebruikt. In de Sempacherbrief van 1393, een verdrag dat werd gesloten vlak na de glorieuze overwinning van de kantons tegen de Habsburgers bij de Slag bij Sempach en de Slag bij Näfels, werd onderling afgesproken dat geen van de kantons een oorlog zou beginnen zonder dat de andere kantons hiermee instemden. Dit was tevens het eerste verdrag waarin alle acht de kantons waren verenigd. In de eeuw daarna werd ook de Tagsatzung nog ontwikkeld.
Tijdens de Oude Zürich-oorlog (1436-1450), het gevolg van een territoriaal conflict tussen Zürich en de andere kantons, ging het kanton Zürich tijdelijk een verbond aan met de Habsburgers. Het keerde echter vervolgens weer terug tot de confederatie, die inmiddels een zeer sterke politieke alliantie was geworden waarin geen separatisme meer werd geduld.
Dankzij het voortdurend aangaan van nieuwe bondgenootschappen breidden de acht kantons hun invloed op de aangrenzende steden en gebieden steeds verder uit. Middels nieuwe verdragen traden Fribourg en het toenmalige Appenzell toe en verder onder meer de steden en gemeenten Schaffhausen, Sankt Gallen, Biel, Rottweil, Genf, Murten, Payerne, Weggis en Mulhouse. Deze laatste steden en plaatsen zijn bekend geworden als de Zugewandte Orte; alhoewel ze de facto geen deel uitmaakten van het Oude Eedgenootschap zoals de Dreizehn Alten Orte, hadden ze er wel zeer nauwe banden mee.
De Bourgondische Oorlogen zorgden ervoor dat het grondgebied van het Oude Eedgenootschap nog verder werd uitgebreid. In 1481 werden ook Fribourg en Solothurn door middel van de Stanser Verkommnis nog aan de confederatie toegevoegd.

## Confederatie van de XIII kantons
De Zwitserse overwinning in de Zwabische Oorlog van 1499 tegen Maximiliaan I maakte dat ook de steden Schaffhausen, Bazel en in 1513 ten slotte Appenzell alsnog bij de confederatie konden worden gevoegd. Vanaf dat moment bestond het Oude Eedgenootschap uit 13 kantons (Duits: Dreizehn Orte). Dit zou tot het einde van het bestaan van de confederatie in 1798 zo blijven.
In 1515 verloren de Zwitsers de Slag bij Marignano, waarmee er een einde kwam aan de territoriale expansie van het Oude Eedgenootschap. Alleen het kanton Vaud werd in 1536 nog veroverd door de kantons Bern en Fribourg, die het gebied onderling verdeelden.

### Religieuze conflicten
Toen de Reformatie ook in het gebied van het huidige Zwitserland begon, leidde dit tot verdeeldheid op confessioneel gebied tussen de kantons. De steden Zürich, Bern, Basel, Schaffhausen, Biel, Mulhouse, Neuchâtel, Geneva en Sankt Gallen bekeerden zich tot het protestantisme, terwijl de rest van de confederatie en Wallis katholiek bleef. Alleen in Glarus, Appenzell (dat in 1597 alsnog werd opgesplitst in een katholiek gedeelte, Appenzell Innerrhoden, en een protestants gedeelte, Appenzell Ausserrhoden), Graubünden en in de meeste condominia werden de beide stromingen naast elkaar gedoogd.
De verschillen tussen de Zwitserse katholieken en protestanten waren ook economisch van aard. De katholieke en landelijke kantons in het midden waren omgeven door protestantse die in economisch opzicht steeds machtiger werden. In politiek opzicht waren de protestantse kantons Zürich en Bern het meest dominant, maar elders hadden de katholieke kantons sinds de Tweede Kappeleroorlog van 1531 de overhand.

### 17e en 18e eeuw
Het Oude Eedgenootschap kwam hierdoor echter niet ten val, en slaagde er tijdens de Dertigjarige Oorlog in neutraal te blijven. Bij de Vrede van Westfalen van 1648 kreeg de confederatie ook formeel soevereiniteit en was daarmee eindelijk als een aparte, van het Heilige Roomse Rijk losstaande staat erkend, hoewel ze ook in de tijd daarna sterk afhankelijk bleef van met name Frankrijk.
Tijdens het Zwitserse ancien régime was er sprake van een groeiend absolutisme. Ook werden de sociale verschillen steeds groter. Er vonden lokaal volksopstanden plaats, waarvan die van 1653 zo groot was dat deze resulteerde in een boerenoorlog die in Luzern, Bern, Basel, Solothurn en de Aargau werd uitgevochten en met hulp van de andere kantons onderdrukt.
In 1656 brak de Eerste Villmergeroorlog uit, na een mislukte poging van protestantse zijde onder leiding van Zürich de confederatie te herstructureren. Deze slag werd door de katholieken gewonnen. De tweede slag van Villmergen in 1712 (bij Toggenburg) werd echter gewonnen door de protestanten, die vanaf toen de confederatie overheersten. Een volledige herstructurering bleek echter niet mogelijk, doordat de individuele belangen van de dertien kantons te ver uit elkaar lagen en de kantonnale besturen alle pogingen tot centralisatie van het gezag en de doorvoer van een modernere bureaucratie tegenhielden.